# Renanthera moluccana
Renanthera moluccana är en orkidéart som beskrevs av Carl Ludwig von Blume. Renanthera moluccana ingår i släktet Renanthera och familjen orkidéer. Inga underarter finns listade i Catalogue of Life.